# As (carte à jouer)

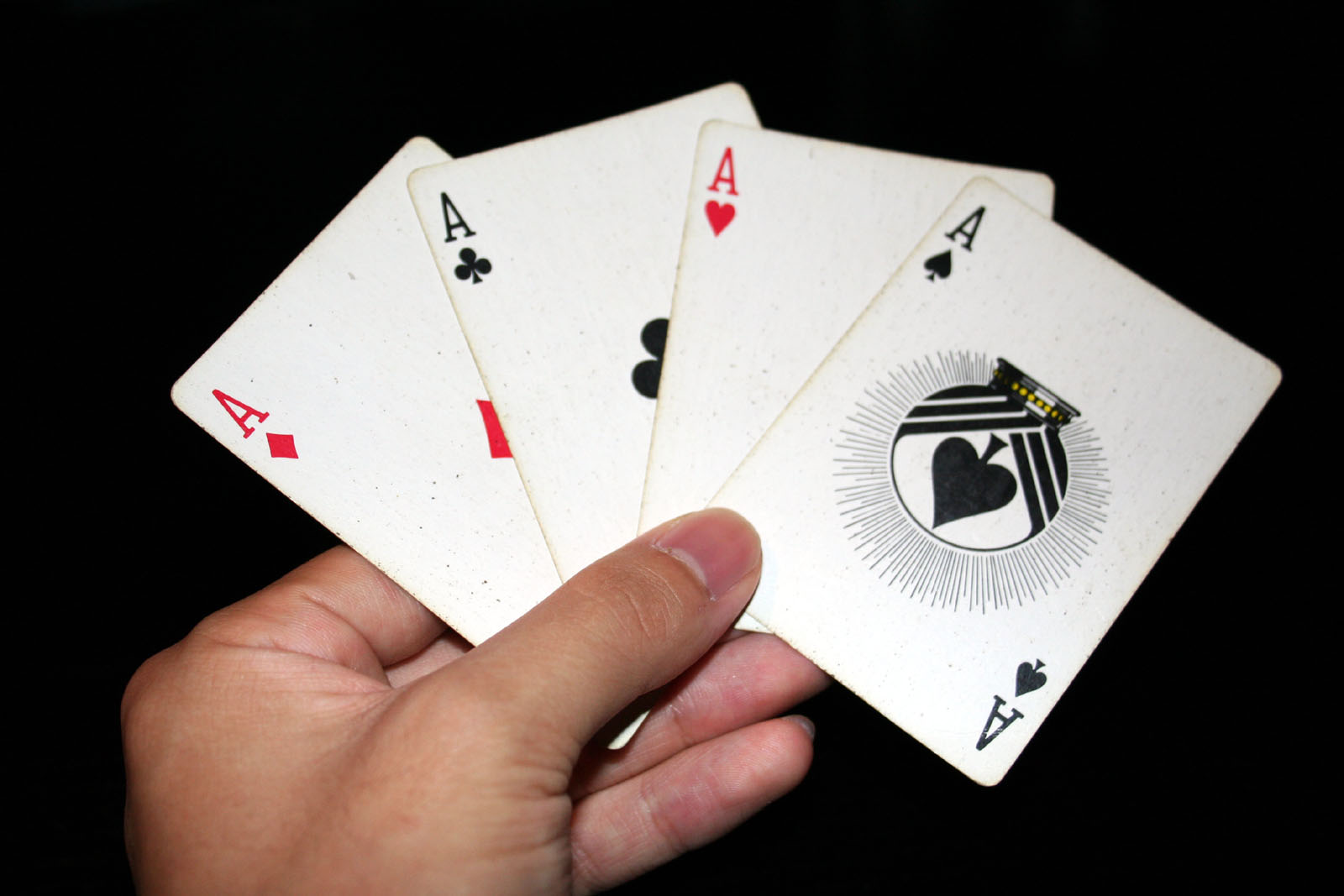
Main contenant les quatre as aux enseignes françaises.

L'as est une valeur de carte à jouer, correspondant au nombre 1.

## Caractéristiques

### Nom
Le nom de l'as, attesté au XVIIe siècle, s'est imposé par analogie avec la face du dé marquée d'un seul point. Son étymologie renvoie à l'as, une unité de monnaie romaine qui était sans doute employée pour parier.
La désignation de la carte tend à conserver ce nom suivant les langues :
- espagnol : as
- français : as
- hongrois : ász
- polonais: as
- allemand : Ass
- néerlandais : aas
- anglais : ace
- italien : asso
- portugais : ás
- tchèque : eso
- russe : туз
- ukrainien : туз

### Représentations
Les as font partie de nombreux jeux de cartes occidentaux traditionnels. En particulier, on le retrouve dans les jeux de 32 cartes, de 52 cartes et la plupart des jeux de tarot. Ils sont toutefois absents du jeu de cartes allemand où une autre carte, le Daus, joue un rôle similaire.
Un as comporte généralement en son centre une représentation de son enseigne, plus ou moins décorée. Sa valeur est souvent indiquée par des index dans les coins de la carte, soit dans deux coins diagonalement opposés, soit dans chacun des quatre coins. Les index sont composés de la valeur de la carte surmontant une petite enseigne ; la valeur peut-être indiquée par un « 1 » ou par l'initiale du terme « as » dans la langue considérée (souvent « A », mais on rencontre également « E » en suédois pour « ess », « Т » en russe pour « туз », etc.). Les index de la partie inférieure de la carte sont imprimés à l'envers, afin que la carte puisse être lue dans les deux sens.
As typiques d'un jeu au style français :
- As de cœur
- As de carreau
- As de trèfle
- As de pique

As au style français, la valeur de la carte étant indiquée par « 1 » plutôt que « A » :

As de cœur
As de carreau
As de trèfle
As de pique

As du Wüst Tarock, tarot du cartier allemand C.L. Wüst au XIXe siècle, dans lesquels aucune valeur n'est précisée :

As de cœur
As de carreau
As de trèfle
As de pique

Les illustrations suivantes décrivent les quatre as d'un jeu de cartes italien au style de Bergame :

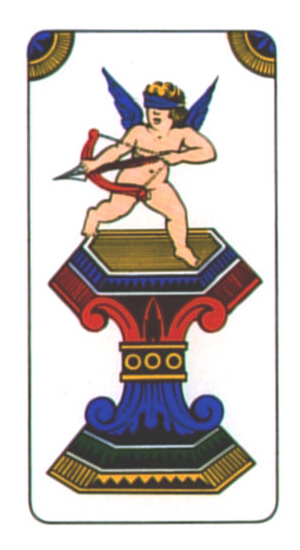
As de coupe
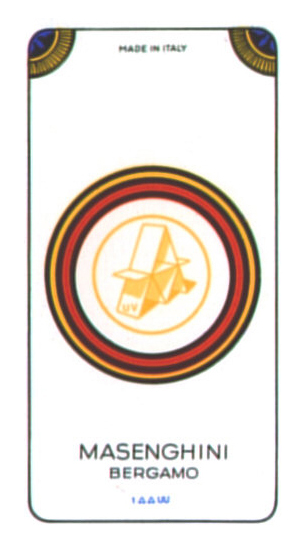
As de denier
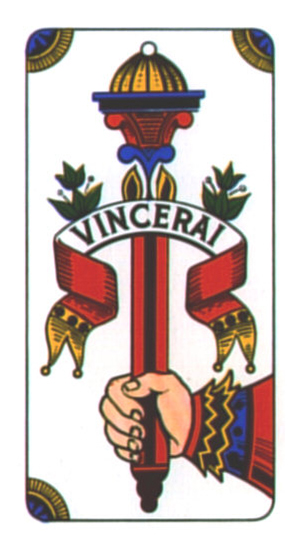
As de bâton
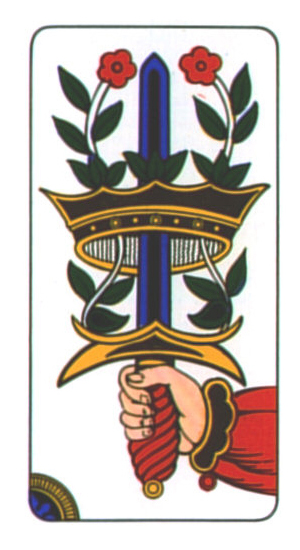
As d'épée

Certaines éditions des as comportent des décorations additionnelles, une tradition qui provient souvent des anciens tampons fiscaux indiquant que le fabricant avait payé la taxe sur les jeux de cartes. Cet impôt a disparu au cours du XXe siècle dans les pays européens, mais le dessin a été préservé, conduisant souvent à un as spécifique qui se distingue des autres as des paquets de cartes.
Dans tout l'empire napoléonien (France, Italie, Allemagne, Suisse, etc.) le décret du 16 juin 1808 édicte qu'un timbre fiscal est gravé sur chaque carte, (y compris les as, forcément). Après l'Empire, en France, cette taxe est appliquée sur l'as de trèfle entre 1817 et 1945. En Italie, elle existe sur l'as de denier ; les dessins régionaux actuels en héritent, l'as de denier comportant souvent un grand espace rond ou ovale, vide. Dans les jeux de cartes anglo-saxons, l'enseigne centrale de l'as de pique est beaucoup plus grande que sur toutes les autres cartes et nettement plus travaillé.

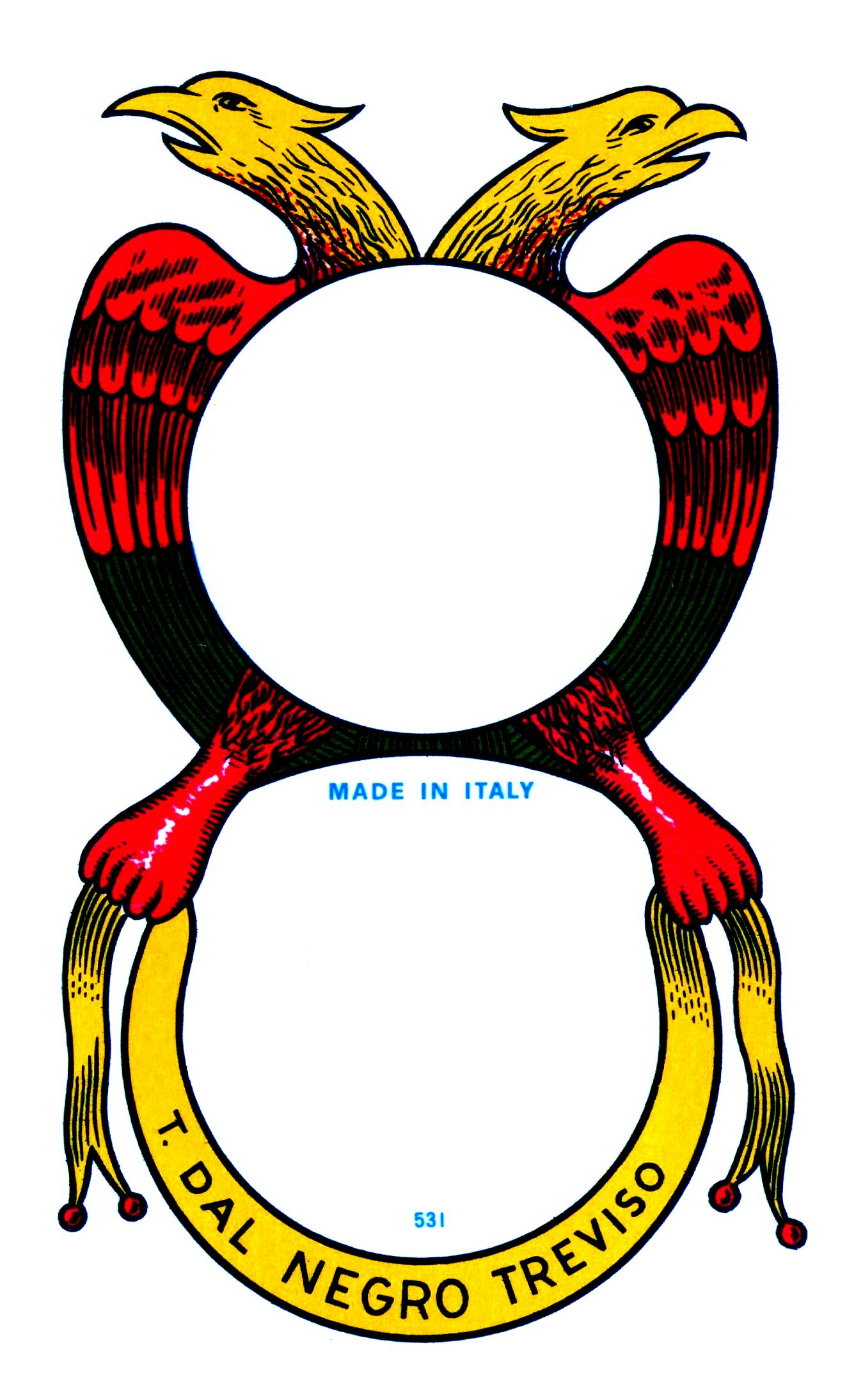
As de denier d'un jeu de cartes italien au style de Naples.
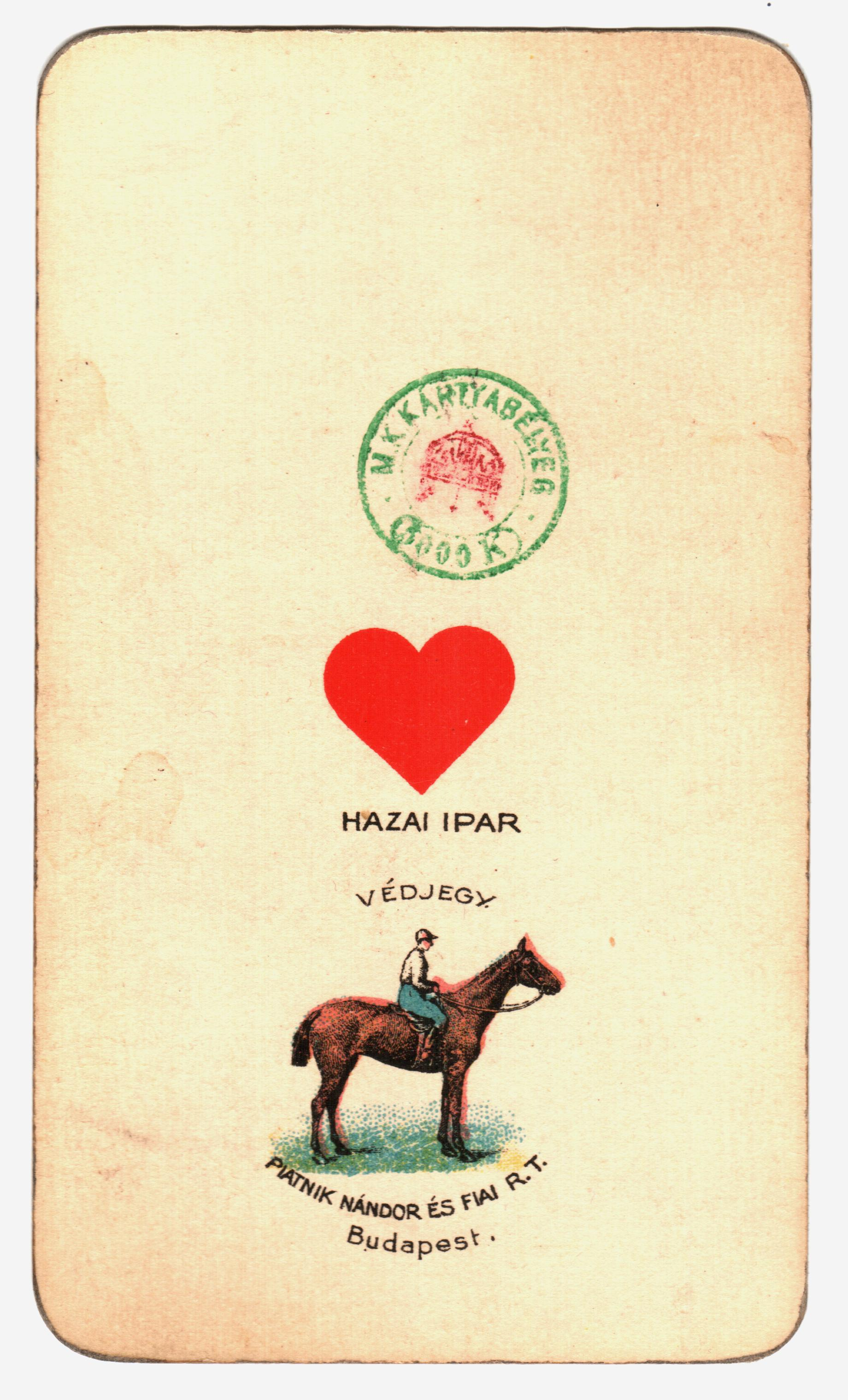
As de cœur d'un jeu hongrois, 1848, portant le tampon fiscal.
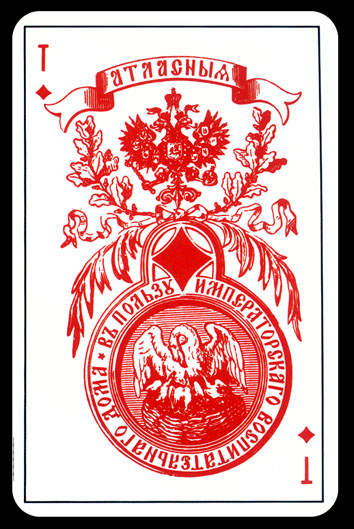
As de carreau fortement orné d'un jeu russe, 1850.
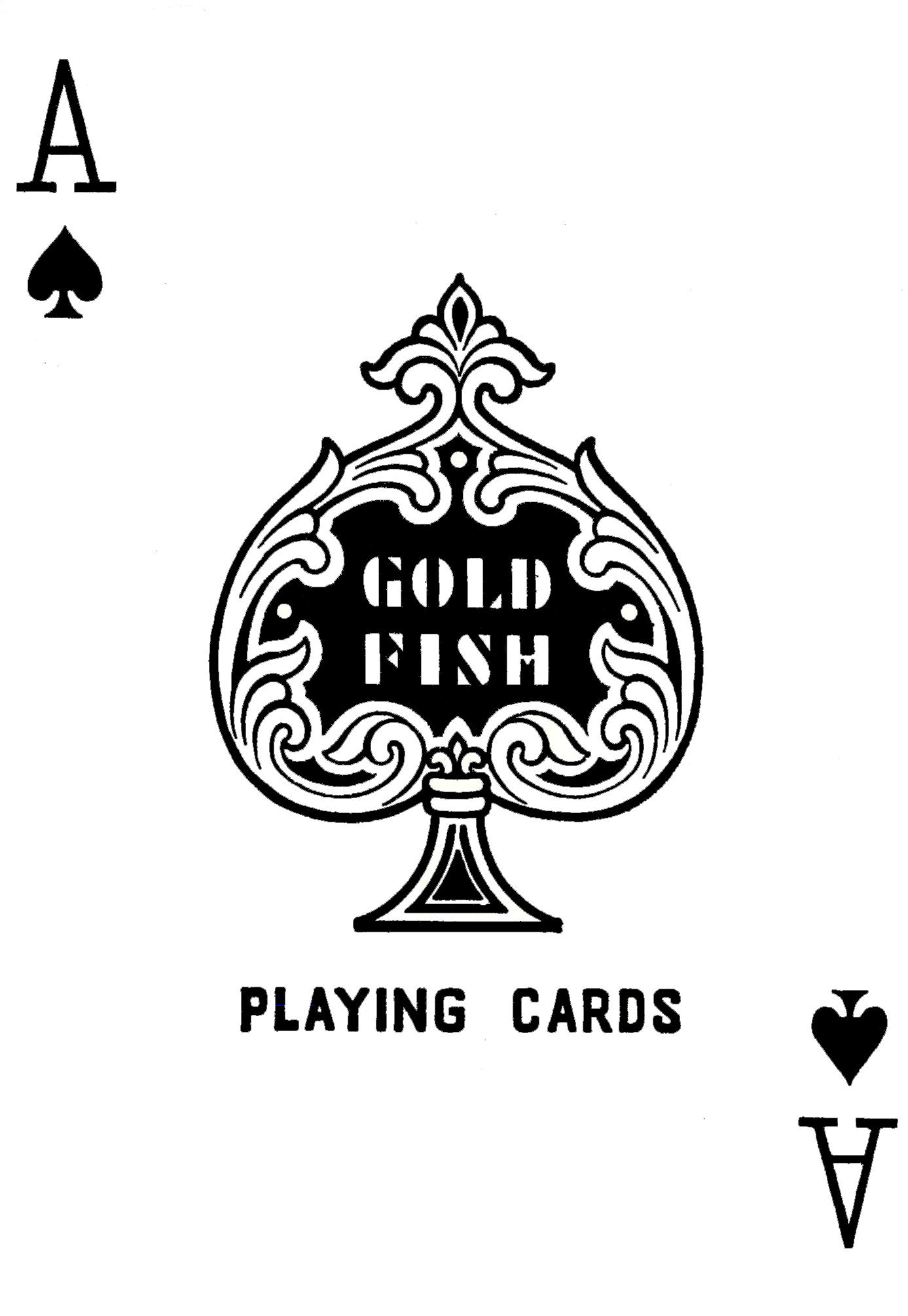
As de pique décoré.

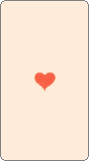
As de denier d'un jeu de cartes italien au style de Naples.
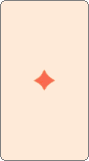
As de cœur d'un jeu hongrois, 1848, portant le tampon fiscal.
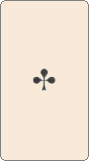
As de carreau fortement orné d'un jeu russe, 1850.
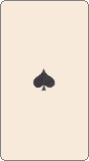
As de pique décoré.

### Valeur
L'ordre et la valeur des cartes dépendent fortement du jeu. Dans sa couleur, l'as peut être la carte maîtresse ou au contraire être la carte la plus faible.
- Au blackjack, l'as peut valoir 1 ou 11 points au choix du joueur.
- Au poker, l'as est généralement considéré comme la meilleure carte. Ainsi un carré d'as (combinaison des quatre as de chaque couleur) ne peut être battu que par une quinte flush. Toutefois, dans le cas de quinte (ou suite), l'as peut être la carte la plus faible. Ainsi dans une quinte as / 2 / 3 / 4 / 5, l'as vaut 1 et la quinte est dite de hauteur 5, la plus faible ; en revanche une quinte 10 / valet / dame / roi / as est la quinte la plus forte.

## Histoire
Les cartes à jouer sont inventées en Chine durant la dynastie Tang et leur existence est attestée au IXe siècle,,. Les cartes se diffusent dans le continent asiatique avant le XIe siècle, puis atteignent le sultanat Mamelouk du Caire,. Les cartes mameloukes ayant survécu jusqu'à l'époque contemporaine comptent 14 cartes par enseigne,,,.
Les cartes à jouer apparaissent en Europe au XIVe siècle, leur présence étant attestée en Catalogne en 1371. On suppose qu'elles sont adaptées directement des jeux de cartes provenant du monde musulman.
Les as suivants proviennent du tarot Visconti-Sforza, un ensemble de cartes de tarot du XVe siècle :

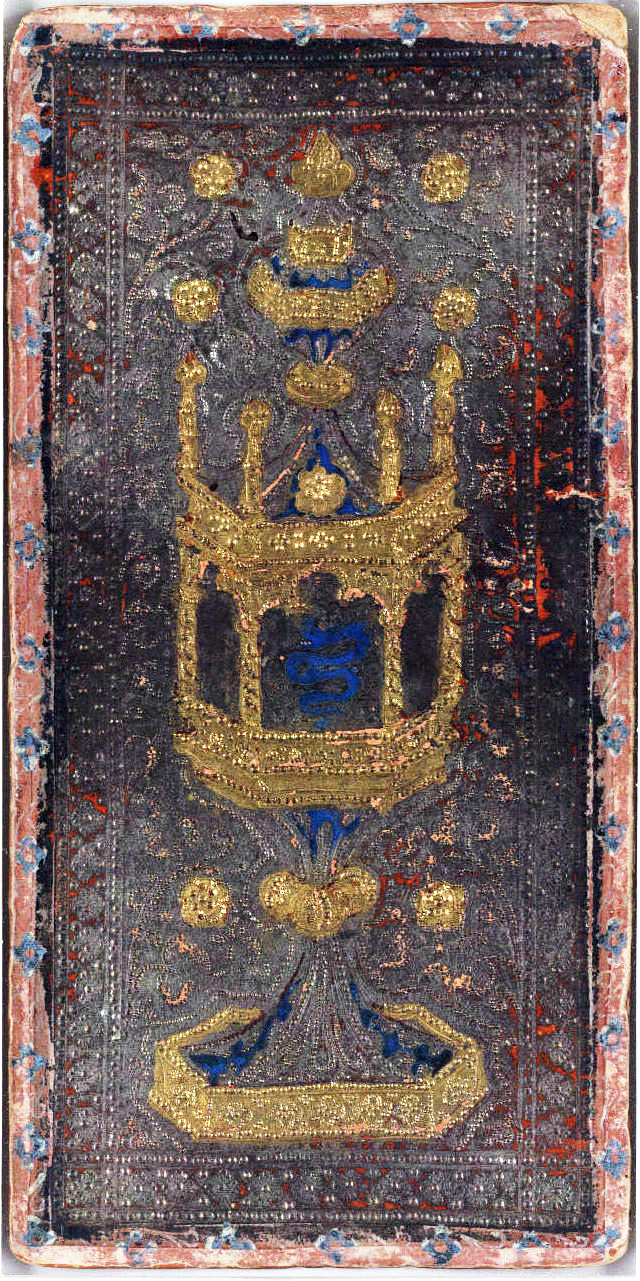
As de coupe
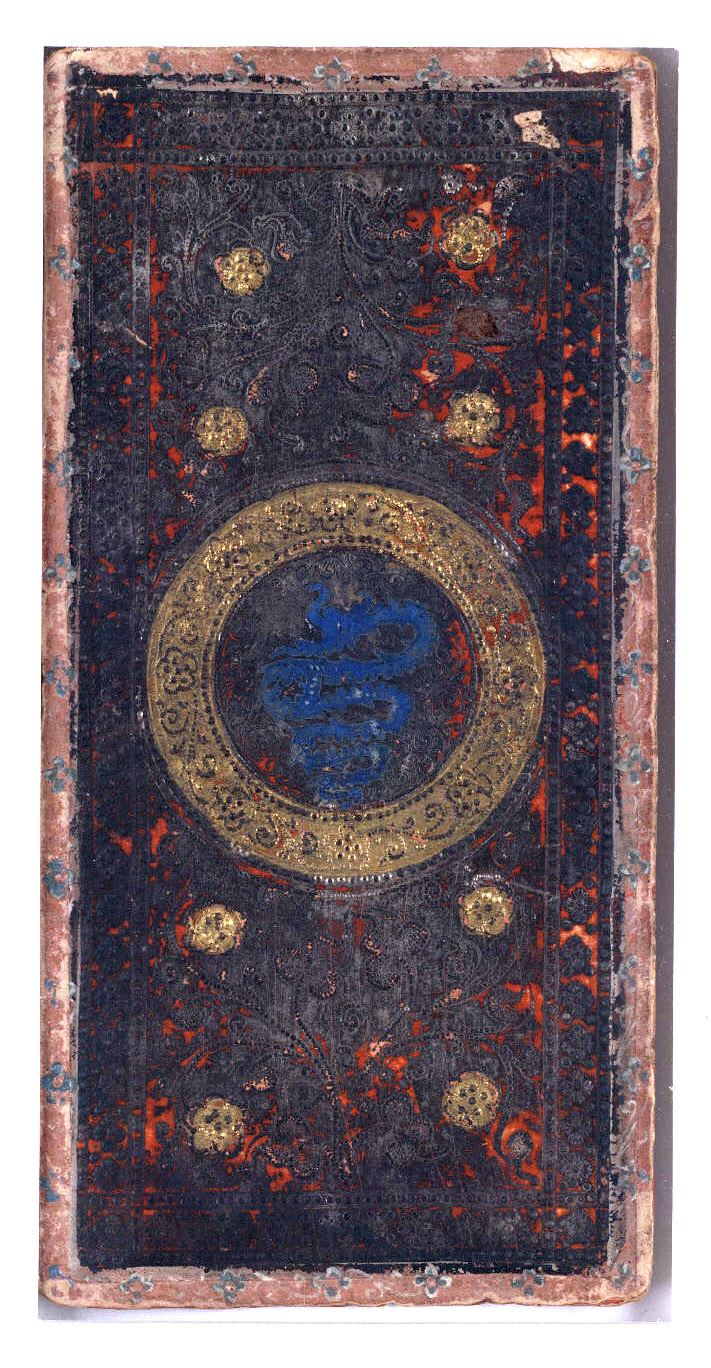
As de denier
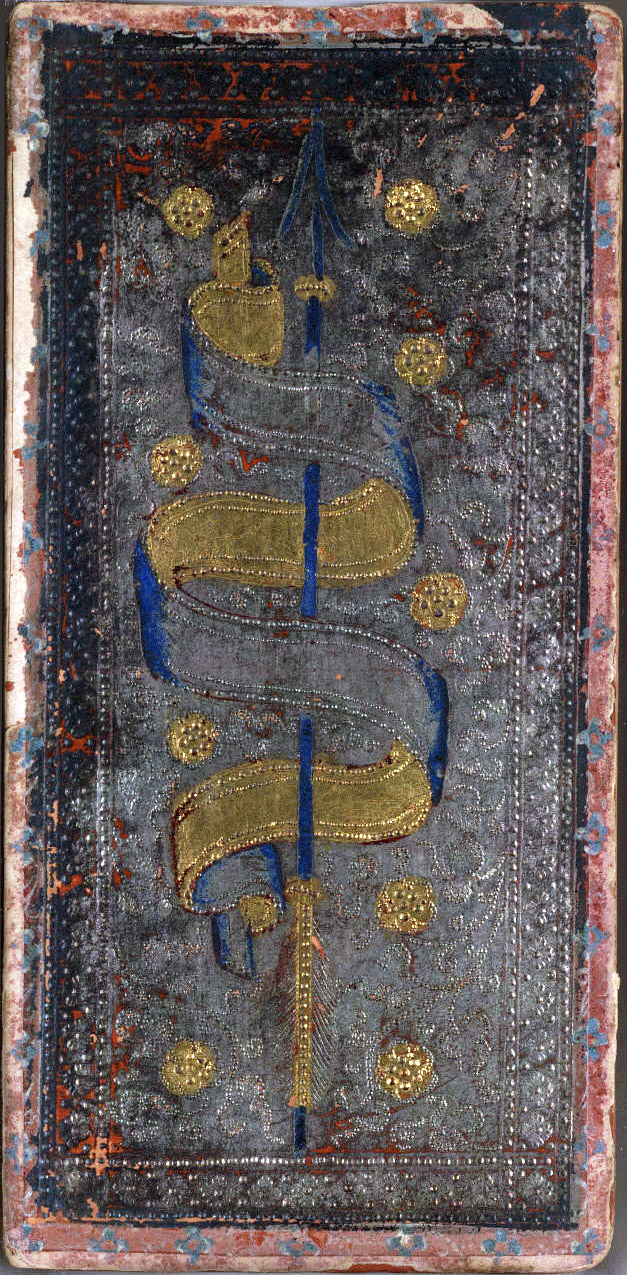
As de bâton
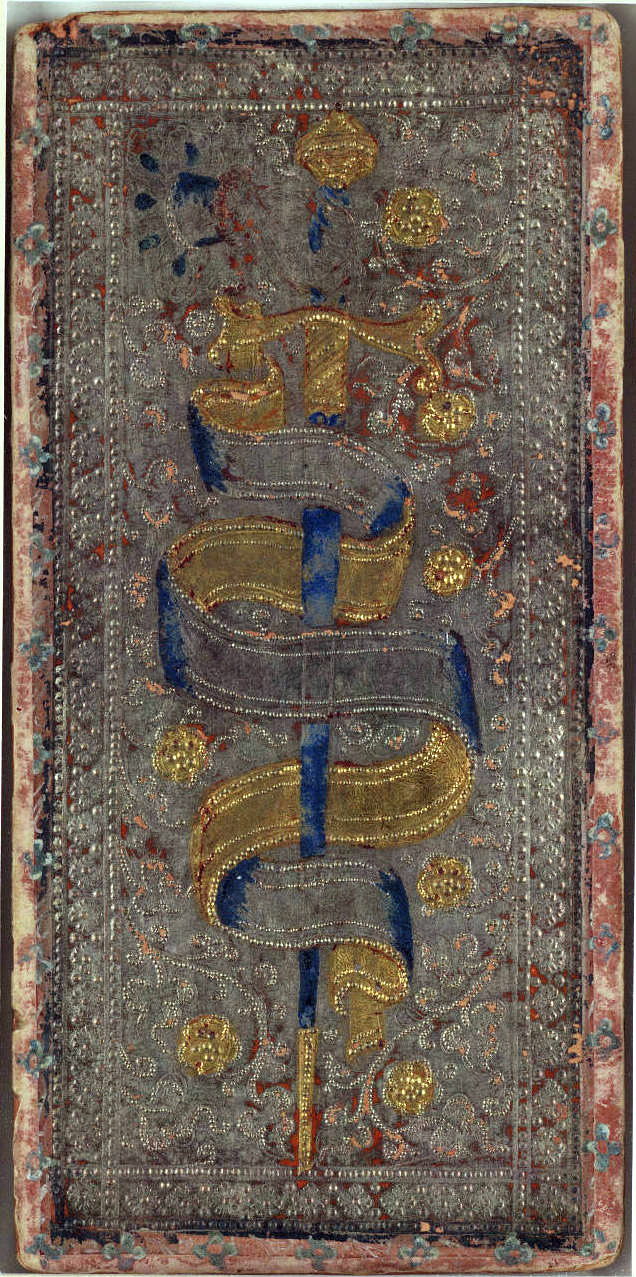
As d'épée

## Symbolisme

### Dans la communauté asexuelle
L‘as (ace en anglais), due à sa prononication identique au raccourcissement phonétique d'asexuel (en anglais, asexual est souvent raccourci en ace) est parfois utilisé pour représenter l’asexualité. L’as de cœur est alors utilisé pour représenter l’asexualité romantique, et l’as de pique pour représenter l’asexualité aromantique.